# Shkashisuki
Shkashisuki (en georgiano: შქაშისუკი; en abjasio: Шьқашьисуки) es una aldea que pertenece a la parcialmente reconocida República de Abjasia, dentro del distrito de Gali, aunque de iure es parte del municipio de Gali de la República Autónoma de Abjasia de Georgia.

## Geografía
Shkashisuki se encuentra en el valle del río Eriskali, a 26 km de Gali. Las aldea se administra desde el pueblo de Saberio.  